# Panneau de signalisation routière en Belgique

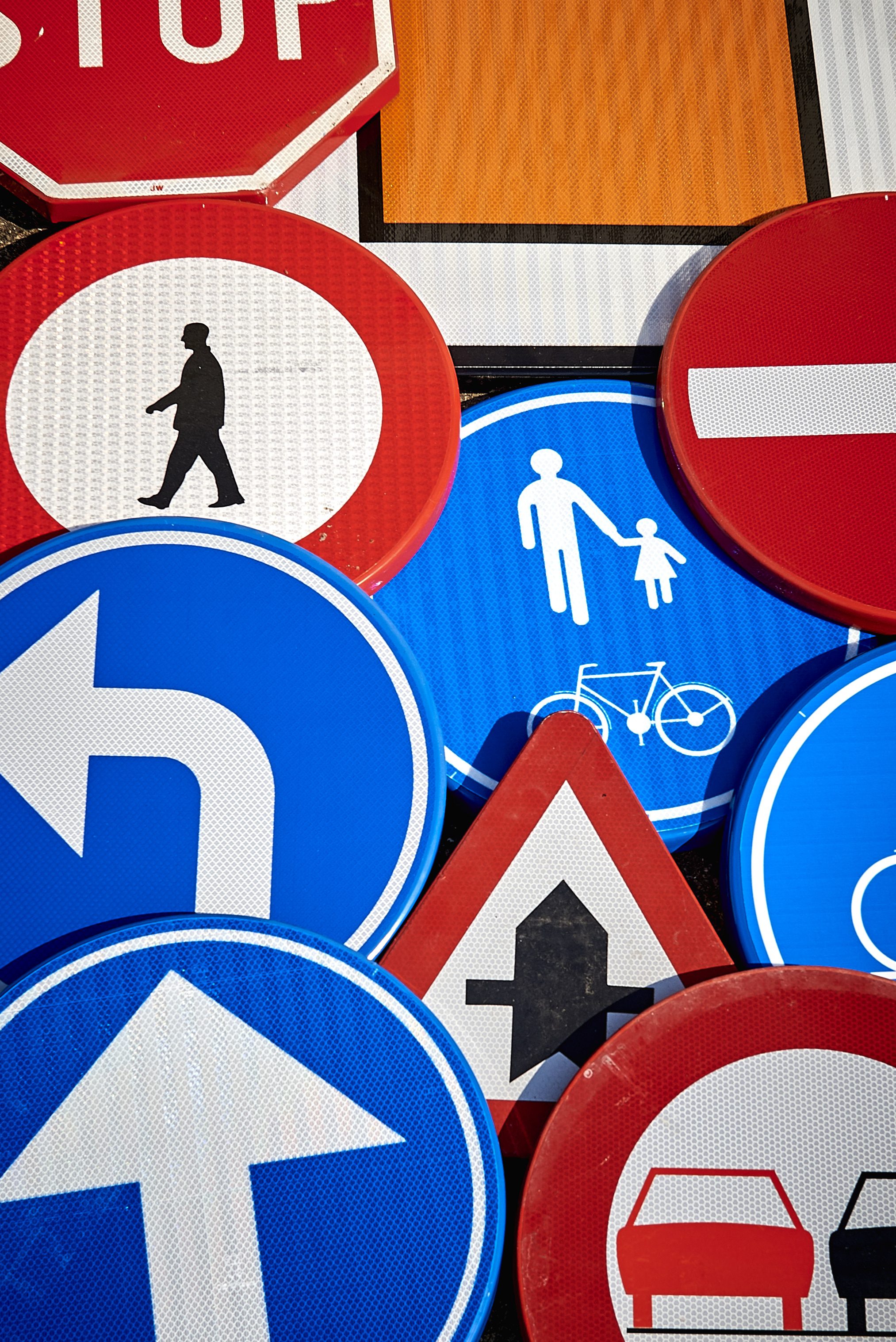
La signalisation routière en Belgique

La signalisation routière en Belgique est définie par l'arrêté royal du 1er décembre 1975 portant réglementation générale de la police de la circulation routière et de l'usage de la voie publique. Ils sont généralement conformes à la Convention de Vienne de 1968 sur la signalisation routière. La police officielle sur la signalisation routière en Belgique est SNV.
La Belgique a signé la Convention de Vienne sur la signalisation routière le 8 novembre 1968 et l'a ratifiée le 16 novembre 1988.

## Signaux de danger

A1a : Virage dangereux. Virage à gauche
A1b : Virage dangereux. Virage à droite
A1c : Double virage ou succession de plus de deux virages, le premier à gauche
A1d : Double virage ou succession de plus de deux virages, le premier à droite
A3 : Descente dangereuse
A5 : Montée à forte inclinaison
A7a : Rétrécissement de la chaussée
A7b :Rétrécissement de la chaussée à gauche
A7c : Rétrécissement de la chaussée à droite
A9 : Pont mobile
A11 : Débouché sur un quai ou une berge
A13 : Cassis ou dos d'âne
A14 : Dispositif(s) surélevé(s)
A15 : Chausée glissante
A17 : Projections de gravillons
A19 : Chutes de pierres
A21 : Passage pour piétons
A23 : Endroit spécialement fréquenté par des enfants
A25 : Passage pour conducteurs de bicyclettes et de cyclomoteurs à deux roues. Ou endroit où ces conducteurs débouchent d'une piste cyclable sur la chaussée
A27 : Traversée de gros gibier
A29 : Traversée de bétail
A31 : Travaux
A33 : Signaux lumineux de circulation
A35 : Survol d'avions à basse altitude
A37 : Vent latéral
A39 : Circulation admise dans les deux sens après une section de chaussée à sens unique
A41 : Passage à niveau avec barrières
A43 : Passage à niveau sans barrières
A45 : Passage à niveau à voie unique
A47 : Passage à niveau à deux ou plusieurs voies
A49 : Croisement de la voie publique par une ou plusieurs voies ferrées établies sur la chaussée
A50 : File
A51 : Danger non déterminé par un symbole spécial. Un panneau en dessous indique le genre de danger

## Signaux relatifs à la priorité

B1 : Céder le passage
B3 : Signal annonçant le signal B1 à la distance approximativement indiquée
B5 : Marquer l'arrêt et céder le passage
B7 : 150 mètres plus loin: marquer l'arrêt et céder le passage
B9 : Voie prioritaire
B11 : Fin de voie prioritaire
B13 : 250 mètres plus loin: fin de voie prioritaire
B15 : Priorité de passage au carrefour suivant
B17 : Priorité à droite
B19 : Passage étroit. Obligation de céder le passage aux conducteurs venant en sens opposé
B21 : Passage étroit. Priorité de passage par rapport aux conducteurs venant en sens opposé
B22 : Le cycliste peut tourner à droite quand le feu est orange ou rouge, mais il doit céder le passage
B23 : Le cycliste peut continuer tout droit quand le feu est orange ou rouge, mais il doit céder le passage

## Signaux d'interdiction

C1: Sens interdit pour tout conducteur
C3: Accès interdit, dans les deux sens, à tout conducteur
C5: Accès interdit aux conducteurs de véhicules à moteur à plus de deux roues et de motocyclettes avec side-car
C6: Accès interdit aux conducteurs de véhicules à moteur à quatre roues, construits pour terrain non praticable, avec une carrosserie ouverte, un guidon comme sur une motocyclette et une selle
C7: Accès interdit aux conducteurs de motocyclettes
C9: Accès interdit aux conducteurs de cyclomoteurs (à 2, 3 ou quatre roues)
C11: Accès interdit aux conducteurs de cycles
C13: Accès interdit aux conducteurs de véhicules attelés
C15: Accès interdit aux cavaliers
C17: Accès interdit aux conducteurs de charrettes à bras
C19: Accès interdit aux piétons
C21: Accès interdit aux conducteurs de véhicules dont la masse en charge dépasse la masse indiquée (Infraction du 3ème degré)
C22: Accès interdit aux conducteurs d’autocars
C23: Accès interdit aux conducteurs de véhicules destinés ou utilisés au transport de choses
C24a: Accès interdit aux conducteurs de véhicules transportant les marchandises dangereuses. Un panneau additionnel portant la lettre B, C, D ou E indique que l’interdiction est applicable aux véhicules transportant des marchandises dangereuses dont l’accès est interdit dans les tunnels de catégorie B, C, D ou E
C24b: Accès interdit aux conducteurs de véhicules transportant les marchandises dangereuses, inflammables ou explosibles déterminées par les ministres compétents en matière de transport des marchandises dangereuses (Infraction du 3ème degré)
C24c: Accès interdit aux conducteurs de véhicules transportant les marchandises dangereuses de nature à polluer les eaux déterminées par les ministres compétents en matière de transport des marchandises dangereuses (Infraction du 3ème degré)
C25: Accès interdit aux conducteurs de véhicules ou trains de véhicules ayant, chargement compris, une longueur supérieure à celle indiquée
C27: Accès interdit aux conducteurs de véhicules ayant, chargement compris, une largeur supérieure à celle indiquée
C29: Accès interdit aux conducteurs de véhicules ayant, chargement compris, une hauteur supérieure à celle indiquée
C31a: Au prochain carrefour, interdiction de tourner à gauche. Un panneau additionnel M2 ou M3 complète le signal lorsque l’interdiction n’est pas applicable aux cyclistes ou aux cyclistes et aux cyclomoteurs à deux roues classe A
C31b: Au prochain carrefour, interdiction de tourner à droite. Un panneau additionnel M2 ou M3 complète le signal lorsque l'interdiction n'est pas applicable aux cyclistes et aux cyclomoteurs à deux roues classe A
C33: À partir du signal, jusqu’au prochain carrefour inclus, interdiction de faire demi-tour
C35: À partir du signal, jusqu’au prochain carrefour inclus, interdiction de dépasser par la gauche un véhicule attelé ou un véhicule à plus de deux roues
C37: Fin de l'interdiction prévue par le signal C35
C39: À partir du signal, jusqu’au prochain carrefour inclus, interdiction aux conducteurs de véhicules ou trains de véhicules affectés au transport de choses, dont la masse maximale autorisée dépasse 3500 kilos, de dépasser par la gauche un véhicule attelé ou un véhicule à plus de deux roues
C41: Fin de l'interdiction prévue par le signal C39
C43: À partir du signal, jusqu’au prochain carrefour inclus, ou jusqu’à chaque signal C43 avec ou sans validité zonale, ou jusqu’au signal indiquant le début ou la fin d’une agglomération, d’une zone résidentielle, d’une zone de rencontre, d’une rue cyclable ou d’une zone piétonne, interdiction de circuler à une vitesse supérieure à celle qui est indiquée. Le signal C43, avec la mention 30 km/h, placé au-dessus du signal F1a ou F1b vaut sur l’ensemble des voiries comprises dans les limites de l’agglomération
C45: Fin de la limitation de vitesse imposée par le signal C43. S’il a été fait usage du signal C43 avec mention 30 kilomètre par heure au-dessus du signal F1a ou F1b, le signal C45, avec la même mention, doit être placé au-dessus du signal F3a ou F3b de cette agglomération
C46: Fin de toutes les interdictions locales imposées aux véhicules en mouvement (limitation de vitesse, interdiction de dépasser, de virer, de faire demi-tour, mais pas les interdiction d'arrêt ou de stationnement)
C47: Poste de péage. Interdiction de passer sans s’arrêter. L’inscription peut être remplacée par le mot « Taxes »

## Signaux d'obligation

D1a : Obligation de suivre la direction indiquée par la flèche – tout droit
D1b : Obligation de suivre la direction indiquée par la flèche – gauche
D1b : Obligation de suivre la direction indiquée par la flèche – droite
D1c : Obligation de suivre la direction indiquée par la flèche – gauche
D1d : Obligation de suivre la direction indiquée par la flèche – droite
D1e : Obligation de suivre la direction indiquée par la flèche – gauche
D1f : Obligation de suivre la direction indiquée par la flèche – droite
D3 : Obligation de suivre la direction indiquée par la flèche – tout droit ou à gauche
D3 : Obligation de suivre la direction indiquée par la flèche – tout droit ou à droite
D4 : Obligation pour les véhicules transportant des marchandises dangereuses de suivre la direction indiquée par la flèche - gauche. Un panneau additionnel portant la lettre B, C, D ou E indique que l’obligation est applicable aux véhicules transportant des marchandises dangereuses dont l’accès est interdit dans les tunnels de catégorie B, C, D ou E
D4 : Obligation pour les véhicules transportant des marchandises dangereuses de suivre la direction indiquée par la flèche - tout droit. Un panneau additionnel portant la lettre B, C, D ou E indique que l’obligation est applicable aux véhicules transportant des marchandises dangereuses dont l’accès est interdit dans les tunnels de catégorie B, C, D ou E
D4 : Obligation pour les véhicules transportant des marchandises dangereuses de suivre la direction indiquée par la flèche - droite. Un panneau additionnel portant la lettre B, C, D ou E indique que l’obligation est applicable aux véhicules transportant des marchandises dangereuses dont l’accès est interdit dans les tunnels de catégorie B, C, D ou E
J5 : Sens giratoire obligatoire (Obligation de tourner dans le sens indiqué par les flèches)
J7 : Piste cyclable obligatoire. Le signal peut être complété par le panneau additionnel M6 lorsque la piste cyclable est obligatoire pour les cyclomoteurs à deux roues de classe B et par le panneau M7 lorsqu’elle leur est interdite
D9a : Partie de la voie publique réservée à la circulation des piétons, des bicyclettes et des cyclomoteurs à deux roues classe A
D9b : Partie de la voie publique réservée à la circulation des piétons, des bicyclettes et des cyclomoteurs à deux roues classe A
J10 : Partie de la voie publique réservée à la circulation des piétons et des cyclistes
J11 : Voie obligatoire pour les piétons
J13 : Chemin obligatoire pour les cavaliers

## Signaux de stationnement

E1 : Stationnement interdit du côté de la route où se trouve le panneau
E3 : Arrêt et stationnement interdits du côté de la route où se trouve le panneau. Une inscription peut indiquer la période pendant laquelle l’interdiction est applicable
E5 : Stationnement interdit du 1er au 15 du mois
E7 : Stationnement interdit du 16 à la fin du mois. Le changement de côté doit se faire le dernier jour de chaque période, entre 19h30 et 20h. Ce signal peut être complété par un panneau additionnel reproduisant un disque de stationnement
E9a : Stationnement autorisé
E9a : Stationnement autorisé lors de l'utilisation d'un disque de stationnement
E9a : Parking réservé aux personnes handicapées
E9b : Stationnement réservé aux motocyclettes, aux voitures, voitures mixtes et minibus
E9c : Stationnement réservé aux camionnettes et camions
E9d : Stationnement réservé aux autocars
E9e : Stationnement obligatoire sur l’accotement ou sur le trottoir
E9f : Stationnement obligatoire en partie sur l’accotement ou le trottoir
E9g : Stationnement obligatoire sur la chaussée
E9h : Stationnement réservé aux véhicules automobiles de camping
E9i : Stationnement réservé aux motocyclettes
E11 : Restriction bimensuelle de stationnement en agglomération

## Signaux d'indication

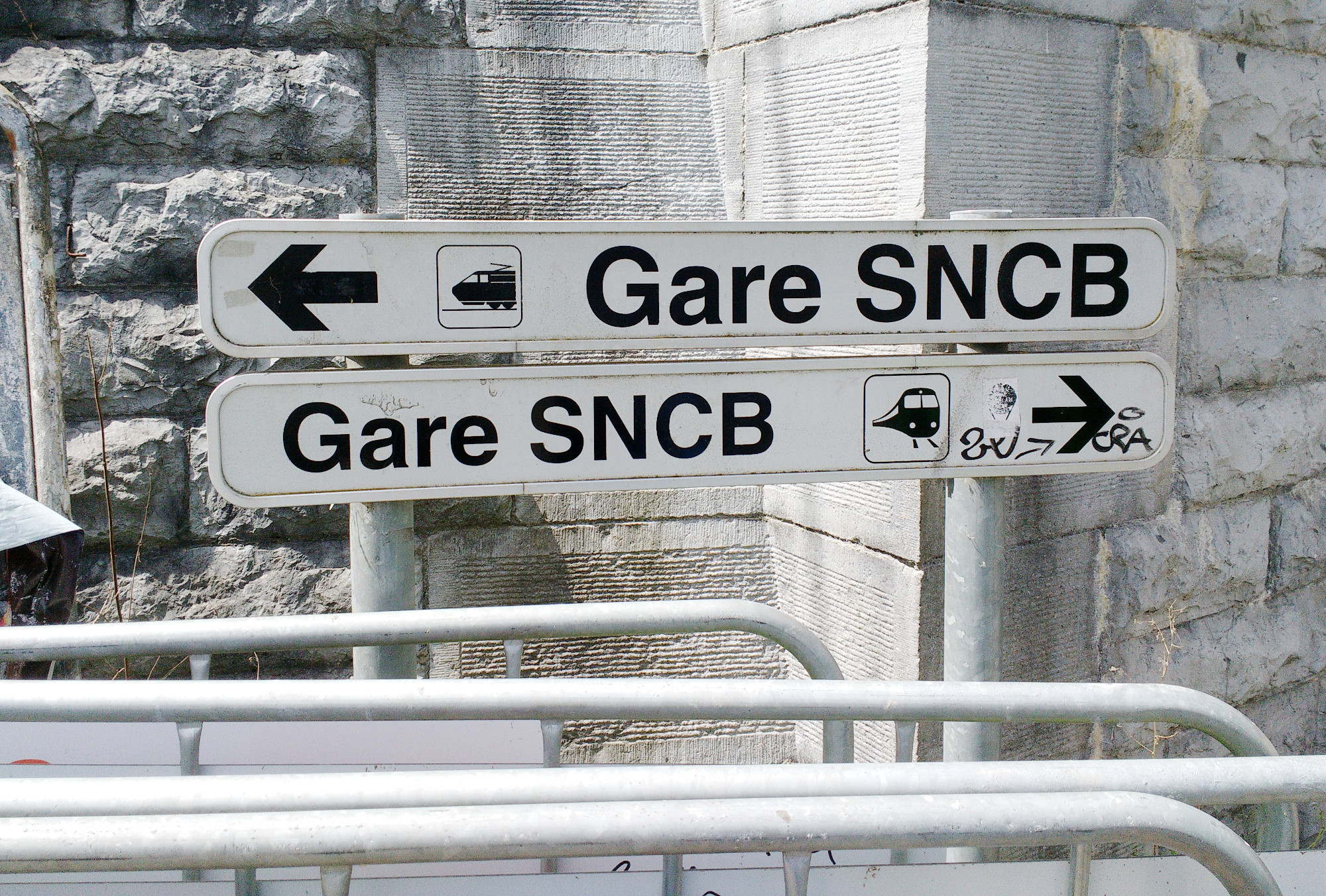
Panneaux routiers belges F34a à Anseremme

F1a: Commencement d'une agglomération
F1a:  Commencement d'une agglomération
F1b: Commencement d'une agglomération
F1b: Commencement d'une agglomération
F3a: Fin d'une agglomération
F3a: Fin d'une agglomération
F3b: Fin d'une agglomération
F3b: Fin d'une agglomération
F4a: Commencement d’une zone dans laquelle la vitesse est limitée à 30 kilomètre par heure
F4b: Fin d'une zone dans laquelle la vitesse est limitée à 30 kilomètre par heure
F5: Commencement d’une autoroute ou accès à une autoroute
F7: Fin d’autoroute
F8: Tunnel
F9: Route pour automobiles. Les règles spéciales de circulation sur les routes pour automobiles s’appliquent à partir de l’endroit où le signal est placé
F11: Fin de route pour automobiles
F12a: Commencement d’une zone résidentielle ou d’une zone de rencontre (Vitesse max. 20 km/h)
F12b: Fin d'une zone résidentielle ou de rencontre
F13: Signal annonçant des flèches sur la chaussée et prescrivant le choix d’une bande de circulation. Ce signal peut indiquer les différentes directions. La ligne séparant les bandes de circulation peut éventuellement être une ligne discontinue. Le signal peut être complété pour indiquer la bande de sélection réservée aux cyclistes et conducteurs de cyclomoteurs à deux roues
F14: Zone avancée pour cyclistes et conducteurs de cyclomoteurs à deux roues
F15: Signal prescrivant le choix d’une direction. Les flèches avec pointes vers le bas ou vers le haut indiquent les directions continuant en ligne droite. Les flèches obliques avec pointe dirigée vers le haut ou vers le bas indiquent les directions sortantes. Le nombre de flèches correspond au nombre de bandes de circulation
F17: Indication des bandes de circulation d’une chaussée parmi lesquelles une est réservée aux autobus
F18: Indication d’un site spécial franchissable réservé à la circulation des véhicules des services réguliers de transport en commun
F19: Voie publique à sens unique
F21: Passage autorisé à droite ou à gauche
F23a: Numéro d’une route ordinaire [et pas une Nationale]
F23b: Numéro d’une autoroute
F23c: Numéro d’une route internationale
F23d: Numéro d’un ring
F25: Signal de préavis
F27: Signal de préavis
F29: Signal de direction
F31: Signal de direction
F33a: Signal de direction
F33b: Signal de direction
F33c: Signal de direction
F34a: Signal de direction à proximité des équipements et établissements publics ou d’intérêt général
F34b1: Signal de direction (pour cyclistes, cavaliers et piétons)
F34b2: Signal de direction (pour cyclistes, cavaliers et piétons)
F34c1: Signal de direction: itinéraire conseillé à des catégories déterminées d’usagers vers une destination touristique
F34c2: Signal de direction: itinéraire conseillé à des catégories déterminées d’usagers vers une destination touristique
F35: Signal de direction: centre sportif, lieu à vocation touristique ou d’agrément, de loisirs ou d’attractions, parc culturel, monument, site remarquable, syndicat d’initiative
F37: Signal de direction : auberge de jeunesse, lieux d’hébergement, terrain de camping et de caravaning restaurant et village de vacances
F39: Signal de préavis annonçant une déviation
F41: Signal de direction. Itinéraire de déviation
F43: Signal de localité
F45: Voie sans issue
F45b: Voie sans issue, excepté pour les piétons et les cyclistes
F47: Fin des travaux
F49: Passage pour piétons
F50: Passage pour conducteurs de bicyclettes et de cyclomoteurs à deux roues
F50bis: Signal indiquant aux conducteurs qui changent de direction que des conducteurs de bicyclettes et de cyclomoteurs à deux roues ou des piétons suivent la même voie publique. La reproduction du signal A25 peut être remplacée par la reproduction du signal A21 pour indiquer un passage pour piétons
F51a: Passage souterrain pour piétons
F51b: Passage supérieur pour piétons
F52: Indication d’une issue de secours dans les tunnels
F52bis: Voie d’évacuation. Indication de l’issue de secours la plus proche dans la direction indiquée, dans les tunnels
F53: Établissement sanitaire
F55: Poste de secours
F56: Présence d'un extincteur
F57: Un cours d’eau
F59: Annonce d’un parking
F60: Annonce d’un parking couvert
F61: Téléphone
F62: Téléphone d’appel d’urgence
F63: Station-service: essence et diesel
F65: Hôtel ou motel
F67: Restaurant
F69: Débit de boissons
F71: Terrain de camping
F73: Site de caravanes ou un parc à roulottes dans les environs
F75: Auberge de jeunesse
F77: Un syndicat d’initiative, relais d’information touristique
F79: Signal de préavis annonçant la réduction du nombre de bandes de circulation
F81: Signal de préavis annonçant un évitement
F83: Signal de préavis annonçant une traversée de la berme centrale
F85: Circulation admise dans les deux sens sur une section de chaussée à sens unique. Ce panneau ne peut être utilisé que pour donner des indications provisoires à l'occasion de travaux. Le nombre de flèches doit correspondre au nombre réel de bandes de circulation. Le symbole doit correspondre à la disposition des lieux
F87: Dispositif surélevé (Vitesse Max. 30 km/h)
F89: Signal de préavis annonçant un danger ou une réglementation qui ne s’applique qu’à une ou plusieurs bandes de circulation d’une chaussée comportant plusieurs bandes de circulation dans le même sens
F91: Signal indiquant un danger ou prescrivant une réglementation qui ne s’applique qu’à une ou plusieurs bandes de circulation d’une chaussée comportant plusieurs bandes de circulation dans le même sens
F93: Signal indiquant une station de radiodiffusion donnant des informations routières
F95: Piste de détresse
F97: Signal indiquant un rétrécissement ayant l'importance d'une bande de circulation. Le symbole peut être adapté afin de représenter plus clairement la disposition des lieux
F98: Garage utilisé en tant que zone de détresse / zone de refuge où les automobilistes se rangent en cas de pépin technique ou de danger
F99a: Chemin réservé
F99b: Chemin réservé
F99c: Chemin réservé
F101a: Fin de chemin réservé
F101b: Fin de chemin réservé
F101c: Fin de chemin réservé
F103: Commencement d’une zone piétonne
F105: Fin d’une zone piétonne
F111: Début d’une rue cyclable. La mention « Rue cyclable » sur le signal est facultative
F117: Début d’une zone de basses émissions
F118: Fin d’une zone de basses émissions
F119: Début d’une zone l'aéroport
F120: Fin d’une zone l'aéroport

## Signes supplémentaires

M1 : Uniquement pour les bicyclettes
M2 : Le signal ne s'applique pas aux cyclistes et/ou aux conducteurs de cyclomoteurs à deux roues classe A et/ou au speed pedelecs
M3 : Le signal ne s'applique pas aux cyclistes et/ou aux conducteurs de cyclomoteurs à deux roues classe A et/ou au speed pedelecs
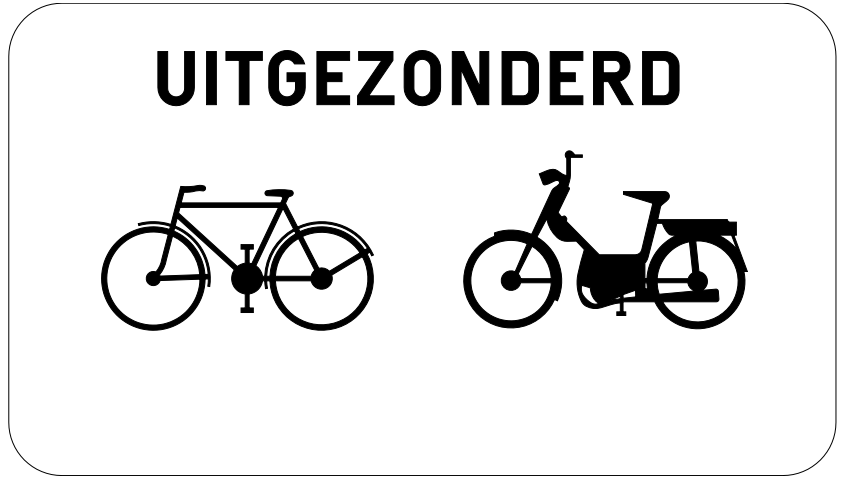
M3bis : Le signal ne s'applique pas aux cyclistes et/ou aux conducteurs de cyclomoteurs à deux roues classe A et/ou au speed pedelecs
M4 : Les cyclistes et les conducteurs de cyclomoteurs à deux roues classe A sont autorisés à circuler dans les deux sens
M5 : Les cyclistes et les conducteurs de cyclomoteurs à deux roues classe A sont autorisés à circuler dans les deux sens
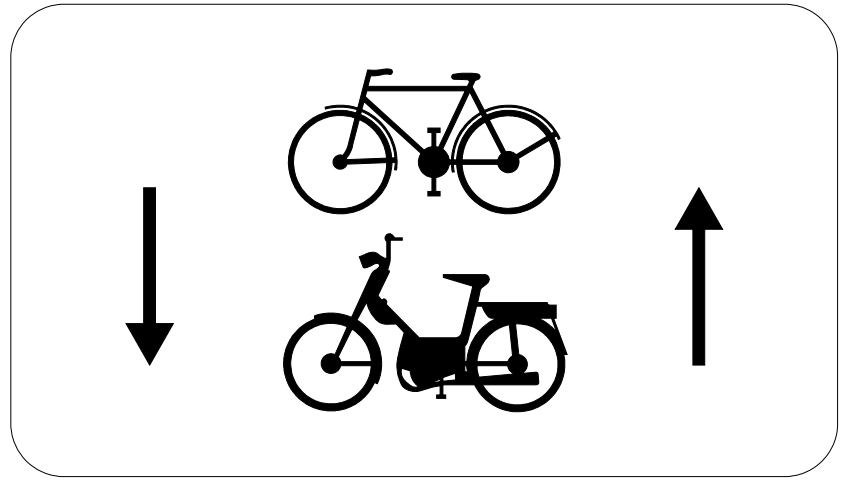
M5bis : Les cyclistes et les conducteurs de cyclomoteurs à deux roues classe A sont autorisés à circuler dans les deux sens
M6 : La piste cyclable doit être empruntée par les cyclomoteurs à deux roues de classe B et/ou conducteurs de speed pedelecs
M7 : La piste cyclable est interdite au cyclomoteurs à deux roues de classe B
M8 : Uniquement pour les bicyclettes et les cyclomoteurs
M9 : Les cyclistes et les conducteurs de cyclomoteurs à deux roues circulent dans les deux directions sur la voie publique transversale abordée
M10 : Les cyclistes et les conducteurs de cyclomoteurs à deux roues circulent dans les deux directions sur la voie publique transversale abordée
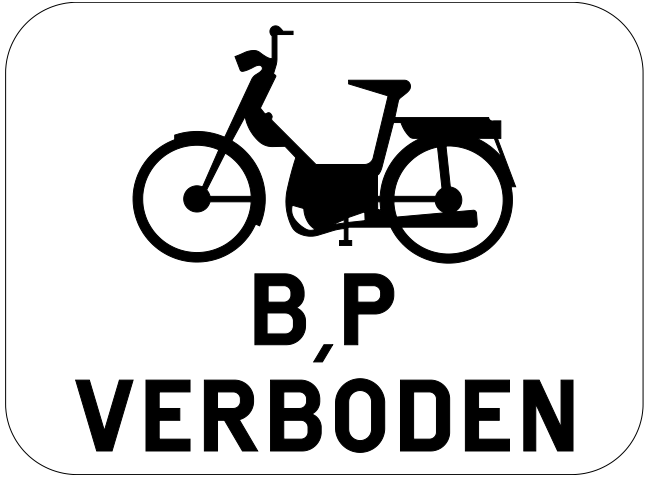
M16 : Interdit aux cyclomoteurs de classe B et P (VAE rapides)
GXI : Lorsqu'un signal routier ne concerne qu'une sortie située à droite d'une chaussée divisée en bandes de circulation, il est complété par ce panneau additionnel
GXa : Début d'une réglementation du stationnement
GXb : Fin d'une réglementation du stationnement
GXc : Régulation du stationnement pendant les 20 m suivants
GXd : Répéter une réglementation de stationnement
GVIId : Parking réservé aux personnes handicapées

S1 : Aéroport
S2 : Hall de foire / expositions
S3 : Port
S4 : Car-ferry
S5 : Entreprise
S10 : Police
S11 : Pompiers
S12 : Protection civile
S13 : Cimetière
S14 : Gare de bus
S15 : Gare de chemin de fer
S16 : Gare routière
S17 : Hôtel de ville
S18: Lieu de culte
S19: Palais de justice
S20 : Train auto-couchettes
S21 : Bureau de poste
S30 : Centre sportif
S31 : Château
S32 : Ruines
S33 : Monastère/abbaye
S34 : Parc culturel
S35 : Monument
S36 : Parc naturel

## Signaux anciens

C48: Utilisation interdite du cruise control
C49: Fin de l'interdiction prévue par le signal C48
F113: Fin d’une rue cyclable. La mention « Rue cyclable » sur le signal est facultative